# Siemens star

Uma Siemens star.

Bandeira de guerra do Exército imperial japonês (1870–1945).

Siemens star é uma formação circular constituido de vários raios que saem de seu centro. Também é usada como artifício para testes de focalização de câmeras filmadoras, testes fotográficos, entre outros.

## Variante
Uma variante bem conhecida do disco solar é o disco solar com dezesseis raios em uma formação similar a uma Siemens star, usada historicamente pelas Forças Armadas do Japão, particularmente a Marinha Imperial do Japão. A bandeira, conhecida em japonês como Kyokujitsu-ki (旭日旗), foi adotada pela primeira vez como bandeira naval em 7 de outubro de 1889, e foi usada até o final da Segunda Guerra Mundial em em 1945. Foi re-adotada em 30 de junho de 1954, e hoje é usada como bandeira naval da Força Marítima de Autodefesa do Japão (JMSDF).